# Дуань Цзюньи
Дуань Цзюньи́ (кит. 段君毅, пиньинь Duàn Jūnyì; 13 марта 1910 — 8 марта 2004) — китайский государственный деятель, министр железных дорог КНР (1976—1978).

## Биография
Родился в Пучжоуской области провинции Шаньдун (после Синьхайской революции и упразднения областей эти места стали уездом Пусянь, а после образования КНР были присоединены к уезду Фаньсянь). Член Коммунистической партии Китая с 1936 года. Участник национально-освободительной войны против японских захватчиков (1937—1945), а также Гражданской войны (1945—1949).
После образования КНР — председатель финансового управления в Чунцине, начальник Военно-политического комитета Юго-Западного округа, министр промышленности, секретарь комитета КПК. 
- 1952—1960 гг. — заместитель министра,
- 1960—1966 гг. — первый заместитель министра машиностроения КНР.

В годы Культурной революции подвергался гонениям.
- 1976—1978 гг. — министр путей сообщения КНР,
- 1978—1981 гг. — первый секретарь комитета КПК провинции Хэнань, председатель революционного комитета и первый политический комиссар провинциального военного округа,
- 1981—1984 гг. — первый секретарь Пекинского городского комитета КПК, первый политический комиссар Пекинского городского комитета обороны.

В сентябре 1982 г. был введен в состав Всекитайского комитета Народного политического консультативного совета. Избирался членом ЦК КПК (1973—1982).
С октября 1992 г. на пенсии.